# Brunt fett

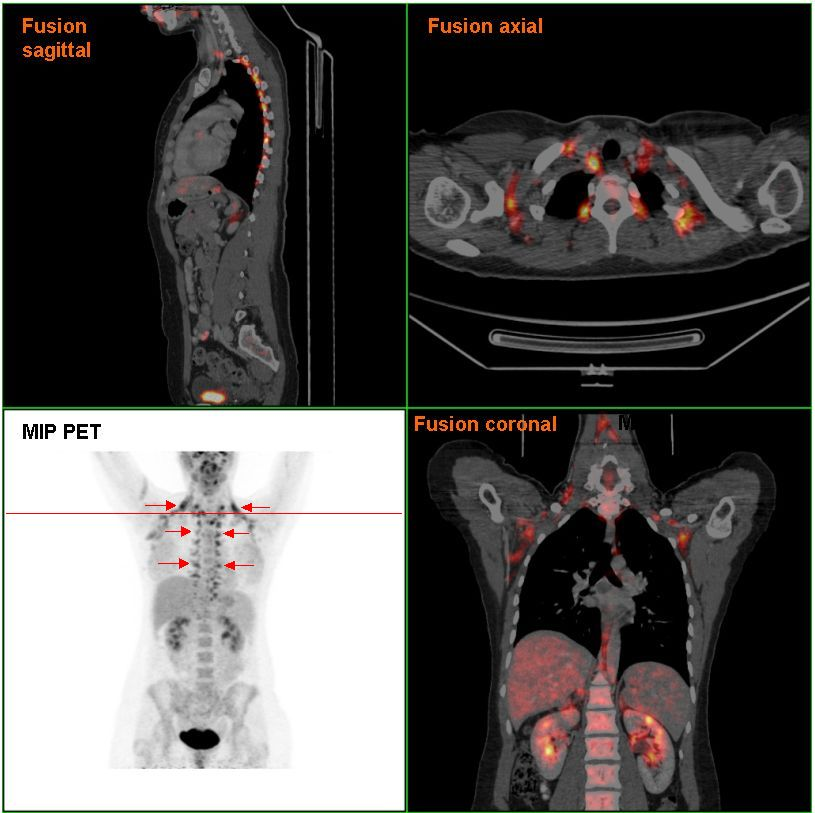
Brunt fett hos en kvinna.

Brunt fett är en typ av fettvävnad vars främsta funktion i kroppen är att producera värme. Brunt fett finns hos människor och främst hos nyfödda. Hos djur som sover vintersömn finns brunt fett rikligt också i vuxen ålder.
Brunt fett har fått sitt namn av att det ser brunt ut till skillnad från "vanligt" vitt fett. Det beror delvis på att det finns rikligare med blodkärl i denna vävnad än i vitt fett, och delvis på att det finns rikligt med mitokondrier i de bruna fettcellerna. Det bruna fettet får bränsle av triglycerider som det hämtar från blodomloppet.
Vanligen används radioaktivt socker och PET och datortomografi för studier av brunt fett, men det går också att mäta hudtemperaturen. Hos vuxna finns brunt fett framför allt i mediastinum (mellan lungorna) och i nacken. 2013 upptäcktes det att detta bruna fett alstrar värme när kroppen blir nedkyld. Det aktiveras också vid överätning, och synes ha till funktion att förhindra fetma. Experiment på möss har visat att defekt brunt fett leder till fetma och insulinresistens utan hyperfagi, samt ger dålig tålighet för kylig rumstemperatur vilket sätter igång frossa vilket dock kan leda till bibehållen vikt; vid normal rumstemperatur får dock möss med dysfunktionellt brunt fett en markant övervikt jämfört med andra möss.

## Olika typer
Det finns två typer av brunt fett. Dels det klassiska bruna fettet, dels beige fett som är brunt fett som sporadiskt kan finnas insprängt i vitt fett. Dessa tycks ha olikartade ursprung. Det bruna fettet utvecklas under fostertiden, och tycks bildas av förstadium till skelettmuskelceller. Beige fett finns sporadiskt i vitt fett hos åtminstone djur som utsatts för kronisk hård kyla, för betaadrenerga agonister, för uthållighetsträning, med mera. Beige fett kan ha mycket olika cellursprung, men kan exempelvis bildas av vita fettceller. Båda reagerar på kroppsliga signaler, som av katekolaminer, irisin, myostatin, gallsyra, B-typ natriuretisk peptid, och natriuretisk förmaksfaktor.
Värmeproduktionen sker i mitokondrierna, som speciellt i denna vävnad har förmågan att vid behov omvandla energin från cellandningen till värme, i stället för att producera ATP.